# Enfants jouant sur la plage
Enfants jouant sur la plage és una pel·lícula muda francesa de Georges Méliès, estrenada el 1896, produïda per Théâtre Robert-Houdin. Actualment, la pel·lícula es considera perduda.